# Let It Roll: Songs by George Harrison
Let It Roll: Songs by George Harrison o Let It Roll: The Music of George Harrison è la terza raccolta di brani dal 1970 al 2001 estratti dagli album realizzati da George Harrison. La raccolta è stata annunciata il 14 aprile 2009 quando George Harrison ricevette la stella nella Hollywood Walk of Fame ed è stata pubblicata sia in CD sia in download digitale.

## Il disco
Prodotta da Giles Martin, figlio di George Martin, lo storico produttore dei Beatles, sono in essa inclusi i brani solisti di Harrison di maggior successo come Give Me Love (Give Me Peace On Earth), Isn't It a Pity, My Sweet Lord, Blow Away, When We Was Fab e Got My Mind Set on You. Ci sono inoltre anche registrazioni live di tre canzoni scritte durante la militanza con i Beatles, come Something, While My Guitar Gently Weeps e Here Comes the Sun, dal Concert For Bangladesh tenutosi nel 1971 al Madison Square Garden.
La scaletta delle tracce venne scelta dalla vedova di George, Olivia Harrison, con qualche aiuto da parte di amici e familiari.
Sebbene sia stata pubblicizzata come la prima raccolta di Harrison che spazia lungo tutto l'arco della sua carriera, quattro dei suoi dieci album in studio non sono rappresentati da nessun brano: Dark Horse (1974), Extra Texture (Read All About It) (1975), Thirty Three & 1/3 (1976) e Gone Troppo (1982). Inoltre, altri suoi singoli di notevole successo come Bangla Desh, Dark Horse, You, This Song e Crackerbox Palace non sono stati inseriti nella compilation in favore di brani meno conosciuti provenienti dall'album Brainwashed, pubblicato postumo.

## Tracce
Tutte le canzoni sono state composte da George Harrison, tranne dove segnalato.
1. Got My Mind Set on You (Rudy Clark) - 3:52 (da Cloud Nine)
2. Give Me Love (Give Me Peace on Earth) - 3:35 (da Living in the Material World)
3. Ballad of Sir Frankie Crisp (Let It Roll) - 3:48 (da All Things Must Pass)
4. My Sweet Lord - 4:40 (da All Things Must Pass)
5. While My Guitar Gently Weeps - 4:46 (da The Concert for Bangladesh)
6. All Things Must Pass - 3:46 (da All Things Must Pass)
7. Any Road - 3:52 (da Brainwashed)
8. This Is Love (George Harrison, Jeff Lynne) - 3:47 (da Cloud Nine)
9. All Those Years Ago - 3:46 (da Somewhere in England)
10. Marwa Blues - 3:41 (da Brainwashed)
11. What Is Life - 4:25 (da All Things Must Pass)
12. Rising Sun - 5:27 (da Brainwashed)
13. When We Was Fab (George Harrison, Lynne) - 3:51 (da Cloud Nine)
14. Something - 3:10 (da The Concert for Bangladesh)
15. Blow Away - 3:59 (da George Harrison)
16. Cheer Down (George Harrison, Tom Petty) - 4:06 (Colonna sonora di Arma Letale 2)
17. Here Comes the Sun - 2:54 (da The Concert for Bangladesh)
18. I Don't Want to Do It (Bob Dylan) - 2:54 (Colonna sonora di Porky's III: la rivincita!)
19. Isn't It a Pity (Version One) - 7:07 (da All Things Must Pass)
20. Isn't It a Pity (Earliest Demo Version) - bonus track per l'iTunes Store

## Pubblicazione e accoglienza
Let It Roll fu pubblicato il 16 giugno 2009. Il disco debuttò alla posizione numero 4 in Gran Bretagna (con vendite di 28,045 copie nella prima settimana) diventando l'album di maggior successo di Harrison sin da Living in the Material World del 1973. Negli Stati Uniti, l'album debuttò alla posizione numero 24 nella classifica Billboard 200, e al 5 luglio 2012 aveva venduto oltre 164,000 copie. Nel 2012, il disco entrò anche al nono posto nella classifica Billboard Top Pop Catalog Albums.
Nella sua recensione dell'album sulla rivista Spin, Andrew Hultkrans scrisse che Harrison "evidentemente ebbe la carriera solista più consistente di tutti gli altri suoi colleghi nei Beatles", ed aggiunse: "Questa compilation di successi rifugge un ordine cronologico, rendendo giustizia a vecchio e nuovo materiale allo stesso modo come parte dello stesso continuum stilistico."
Invece, le reazioni della critica furono miste circa l'inclusione di versioni dal vivo di canzoni dell'epoca dei Beatles come While My Guitar Gently Weeps, Something e Here Comes the Sun. Alcuni recensori approvarono la scelta essendo questi brani parte essenziale della carriera di Harrison, pezzi immancabili in qualsiasi raccolta a lui dedicata, inoltre provenienti dal Concert for Bangladesh del 1971, evento di centrale importanza artistica nella sua carriera. Altri critici invece notarono come proprio queste versioni dal vivo sfigurassero in confronto con le versioni in studio dei Beatles. Paragonando l'inclusione di materiale dei Beatles nella compilation a quanto fatto nel 1976 in occasione della pubblicazione della raccolta The Best of George Harrison, nella quale più della metà delle tracce erano canzoni incise dai Beatles, sminuendo così l'importanza della carriera solista di George Harrison; alcuni recensori si chiesero come mai fossero stati inseriti pezzi dei Beatles, quando canzoni del supergruppo di Harrison dei Traveling Wilburys (come Handle with Care) erano state ignorate del tutto.